# 芳井アキ
芳井 アキ（よしい アキ）は日本の漫画家。

## 作品

### 漫画

#### 芳井アキ 名義
- 学校の階段（『ファミ通コミッククリア』2010年3月5日 - 2012年3月9日、原作：櫂末高彰、キャラクター原案：甘福あまね）[1]　全4巻
- テイルズ オブ ゼスティリア アリーシャ アフターエピソード 瞳にうつるもの（『ビバ☆テイルズ オブ マガジン』2015年4月号 - 11月号→『電撃マオウ』2015年12月号 - 2016年3月号、原作：バンダイナムコエンターテインメント）全2巻
- 国宝のお医者さん (『COMIC BRIDGE』2018年10月23日 - 2020年6月3日）全2巻

#### 芳井アシ 名義
- マエストロの恋人（一迅社gateauコミック）

### イラスト
- 書誌学入門ノベル! 書医あづさの手控（文学通信、2020年12月22日発売、著：白戸満喜子）全1巻　※芳井アキ名義